# مزرعه خیبر
مزرعه خیبر یک منطقهٔ مسکونی در ایران است که در دهستان دوستان واقع شده‌است.